# Type 99
Der Type 99 (auch unter den Bezeichnungen ZTZ-99 oder WZ-123 bekannt) ist ein chinesischer Kampfpanzer. Er wurde 1999 zum ersten Mal der Öffentlichkeit präsentiert und wird von Norinco hergestellt.

## Geschichte
Die Entwicklungsarbeiten, die schließlich zum Type 99 führten, begannen in den späten 1970er-Jahren. Der Type 99 ist die kampfwertgesteigerte Version des Type 98 (in China Type 99, während der Type 99 offiziell Type 99A heißt).
Der Type 98 wurde nicht in Dienst genommen, sondern vom Heer der Volksbefreiungsarmee nur getestet. Der Type 99A hat am Geschützturm und an den Frontseiten der Wanne eine stärkere Panzerung (man vermutet, dass es sich um eine Reaktivpanzerung handelt).  Der Type 98 wog 49,5 t und hatte einen 1.200 PS starken Motor; der Type 99 wiegt etwa 54 t und hat einen Dieselmotor mit 1.500 PS.
Seit 2007 wurde der Type 99A2 intensiv getestet und wurde Ende 2009 für die Massenproduktion bzw. Indienstnahme freigegeben. Der Type 99A2 hat eine verbesserte Turmpanzerung und eine leicht veränderte Wanne; die Frontlichter sind rechteckig geformt und befinden sich weiter vorn. Das Sichtgerät des Kommandanten sieht dem eines Leclerc oder M1 Abrams sehr ähnlich.

## Aufbau
Der Type 99 vereinigt Elemente des westlichen Panzerturm-Designs und des russischen Wannen-Designs. Die Wanne erinnert stark an den sowjetischen T-72, wobei die Wanne des Type 98/99 um einen Meter länger ist. Sah der Turm des Type 98 wie eine „Miniversion“ des amerikanischen M1 Abrams aus, so erinnert der Turm des Type 99 eher an den des deutschen Leopard 2A5.

## Bewaffnung
Die Hauptwaffe ist eine 125-mm-Glattrohrkanone mit Autolader, die sowohl normale Projektile als auch lasergesteuerte Panzerabwehrlenkwaffen abfeuern kann. Der Typ 99 hat zudem ein 12,7-mm-Maschinengewehr und ein achsparallel zur Hauptkanone montiertes 7,62-mm-MG.
Hinter der linken Luke auf dem Turm befindet sich ein Laser, der eine feindliche Zielanvisierung wahrnehmen und die Optik/Elektronik angreifender Panzer oder Helikopter stören oder sogar beschädigen kann. Am Turm sind zwölf 81-mm-Rauchgranatenwerfer.

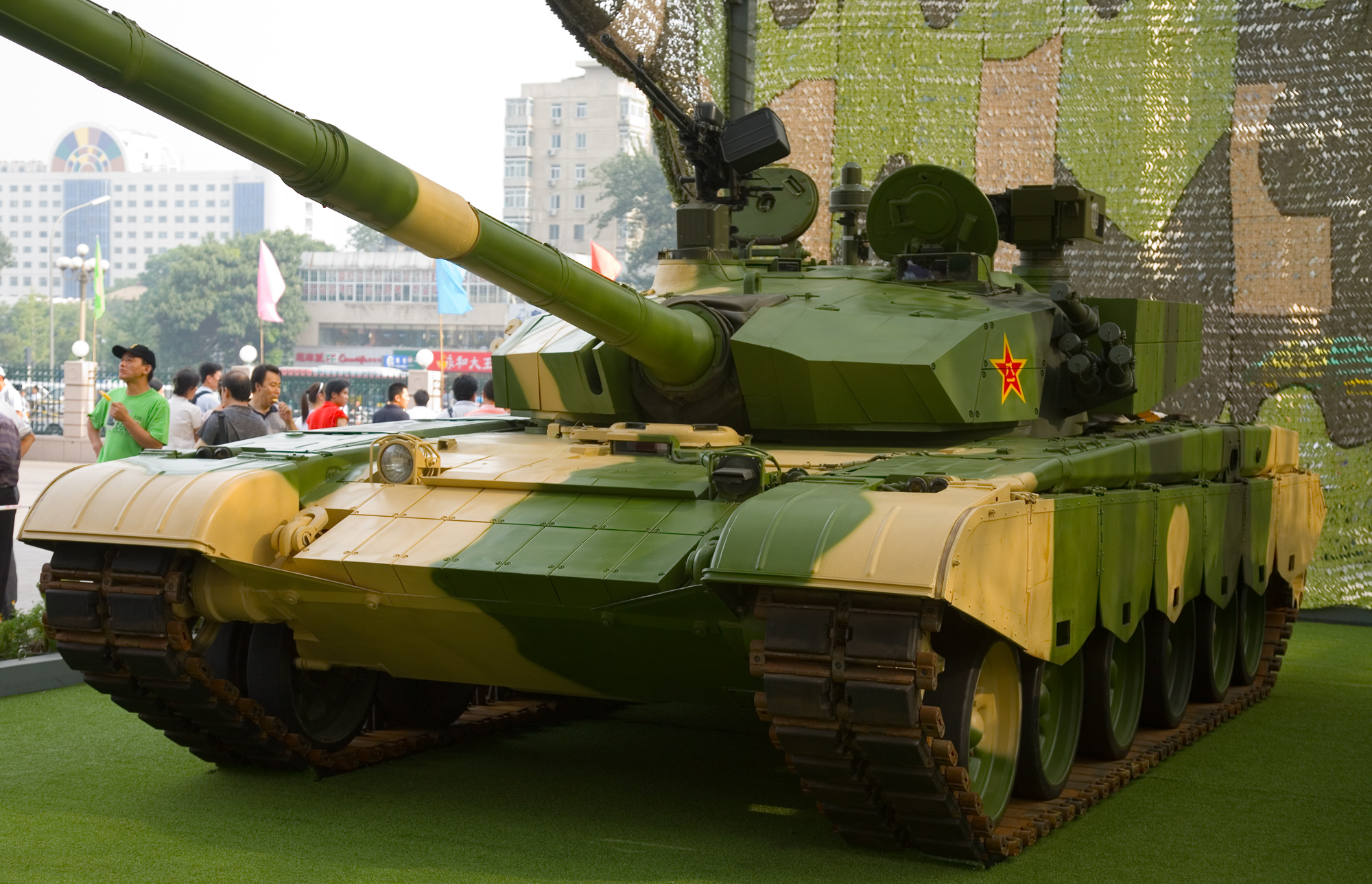
Type 99
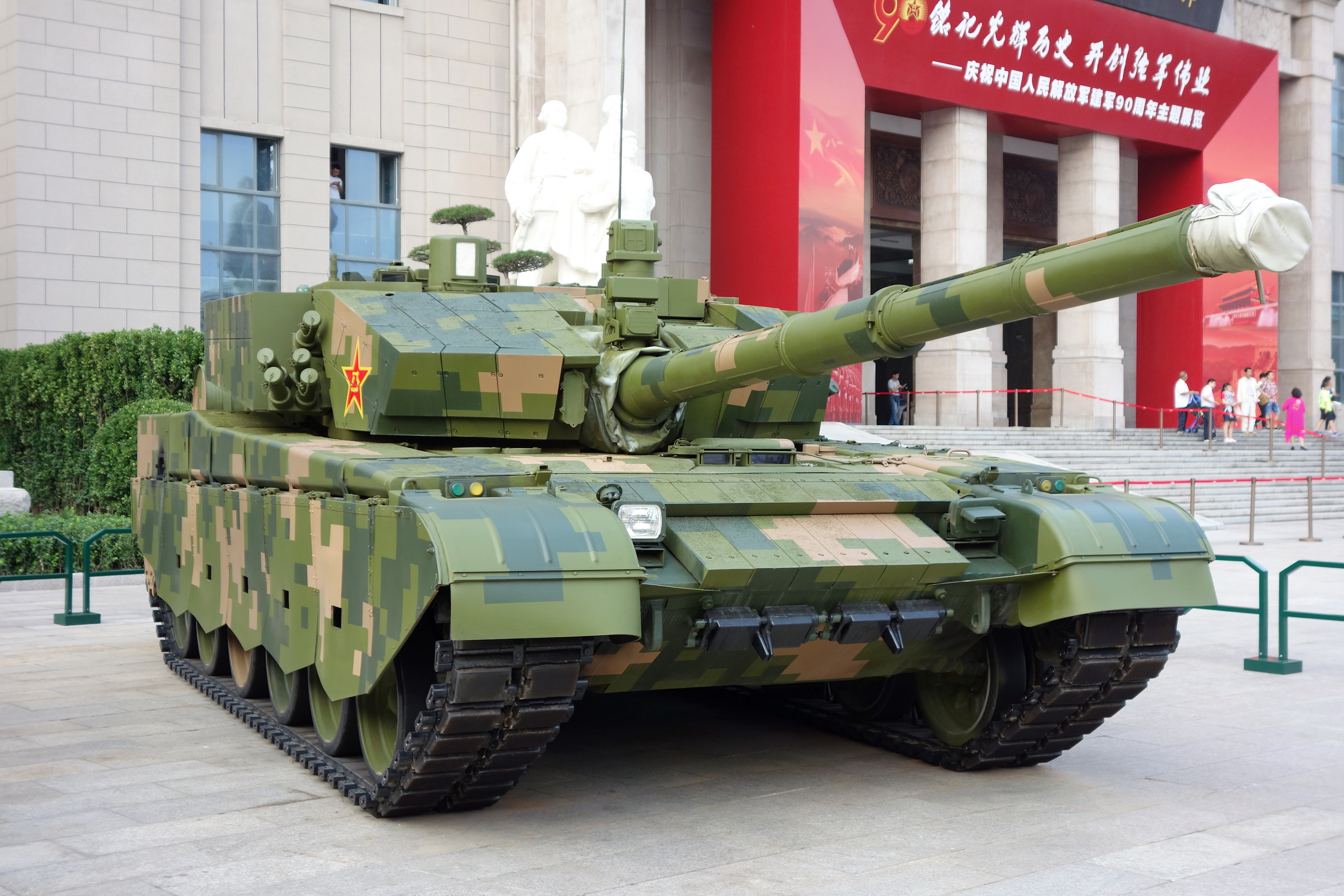
Type 99A